# Rhyacien
Stratigraphie
Sidérien Orosirien
Paléogéographie et climat
Faune et flore
Sur l'échelle des temps géologiques, le Rhyacien est un  système géologique intermédiaire de l'ère du Paléoprotérozoïque, qui s'étend de −2 300 à −2 050 Ma,.

## Étymologie
Rivière [de lave], du grec ῥύαξ / rhyax (« ruisseau, rivière »).

## Événements majeurs
- Le complexe du Bushveld et d'autres roches plutoniques similaires se sont formées à cette période. Par ailleurs, la glaciation huronienne qui a débuté pendant le Sidérien se poursuit pendant la plus grande partie du Rhyacien, jusqu'en −2 100 Ma.

- Apparition des eucaryotes (Eukaryota). Les plus anciens fossiles d'eucaryotes multicellulaires  connus ont été mis au jour dans des sédiments du Rhyacien. Ils forment le Groupe fossile de Franceville, vieux de 2 100 Ma[1].